# Nationaal park Khao Yai
Khao Yai was Thailands eerste nationale park. Het werd opgericht in 1962.
In het park is geen permanente menselijke bewoning. De bewoners van het gebied (voornamelijk boeren) zijn in 1962 rondom het park geherhuisvest.
Khao Yai nationaal park heeft een oppervlakte van 2168 vierkante kilometer en is gelegen op zo'n 180 kilometer ten noordoosten van Thailands hoofdstad Bangkok. Het nationaal park ligt voor het grootste deel in de provincie Nakhon Ratchasima. Delen liggen ook in de provincies Saraburi, Prachinburi en Nakhon Nayok. Het is met circa 2168 km² het op twee na grootste nationale park in Thailand.
De vegetatie van het park is voornamelijk tropisch regenwoud. De ingang van het park bevindt zich op een hoogte van 400 meter, maar grote delen van het park liggen hoger dan 1000m met als hoogste bergtop 1351 meter.
Behalve een flora van 3000 soorten is ook de fauna binnen het park vrij uitgebreid aanwezig. Hier leven bijvoorbeeld nog tijgers in het wild, hun aantal wordt geschat op zo'n 20. Naast tijgers leven er in het park onder andere ook beren (Maleise beer en Aziatische zwarte beer, Aziatische olifant, makaken, gibbons, wilde zwijnen, herten, wilde honden en wilde katten (Bengaalse tijgerkat, Marmerkat, Vissende kat en Aziatische goudkat  Onder de vele vogelsoorten bevinden zich Neushoornvogels zoals de Dubbelhoornige neushoornvogel. In totaal meer dan 70 soorten zoogdieren en 300 vogelsoorten.

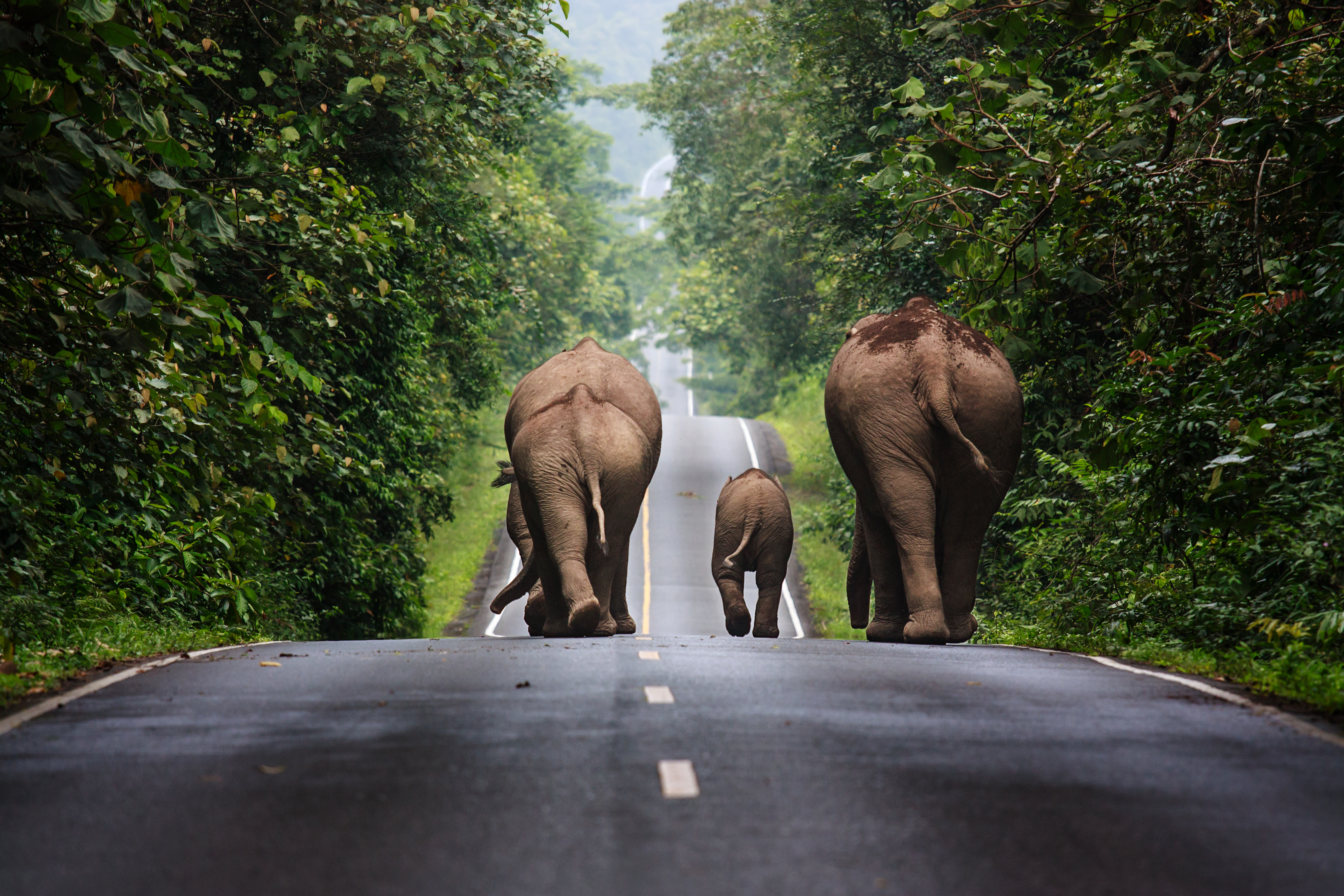
Een groepje olifanten op een van de wegen in het park
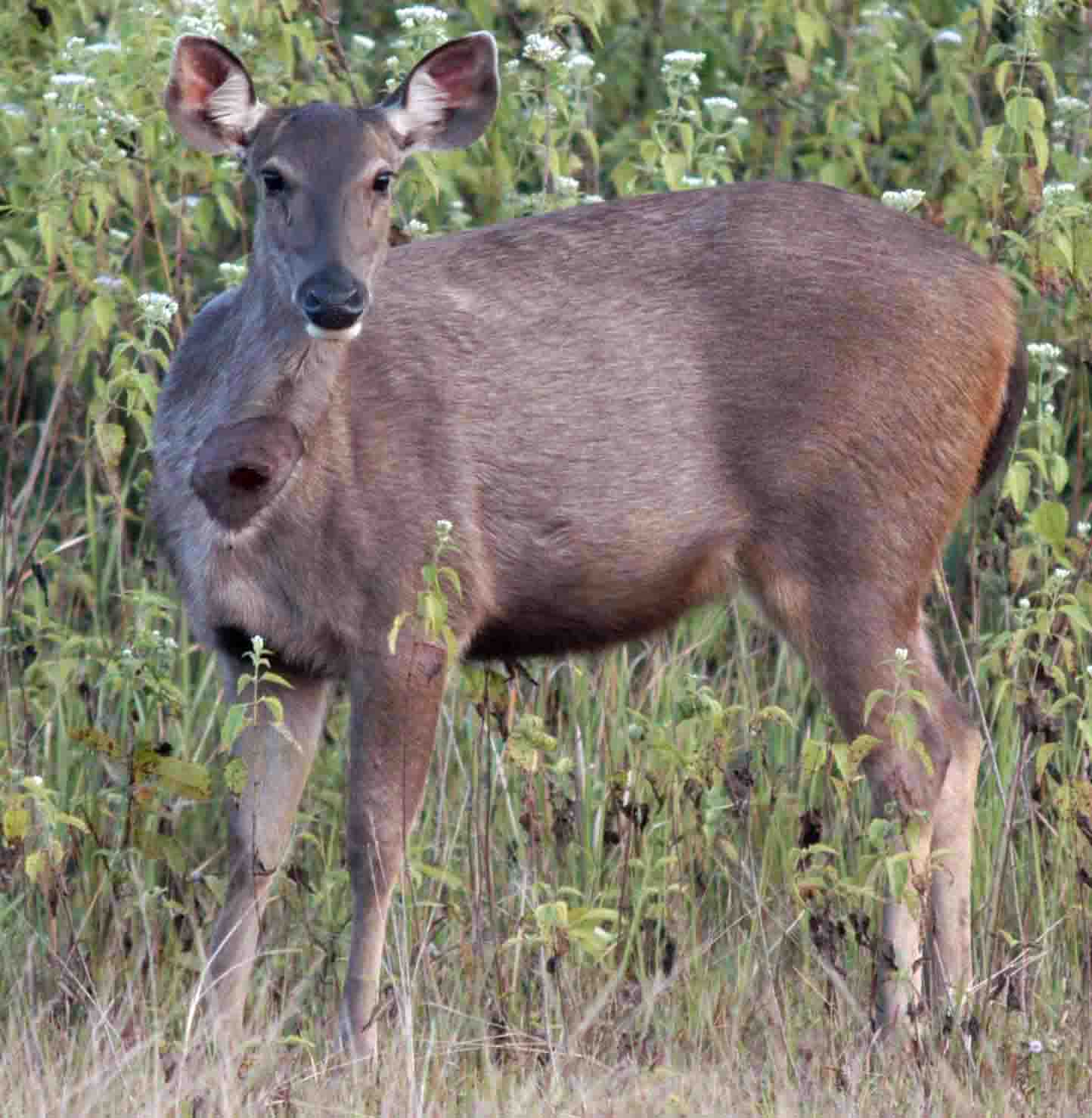
paardhert
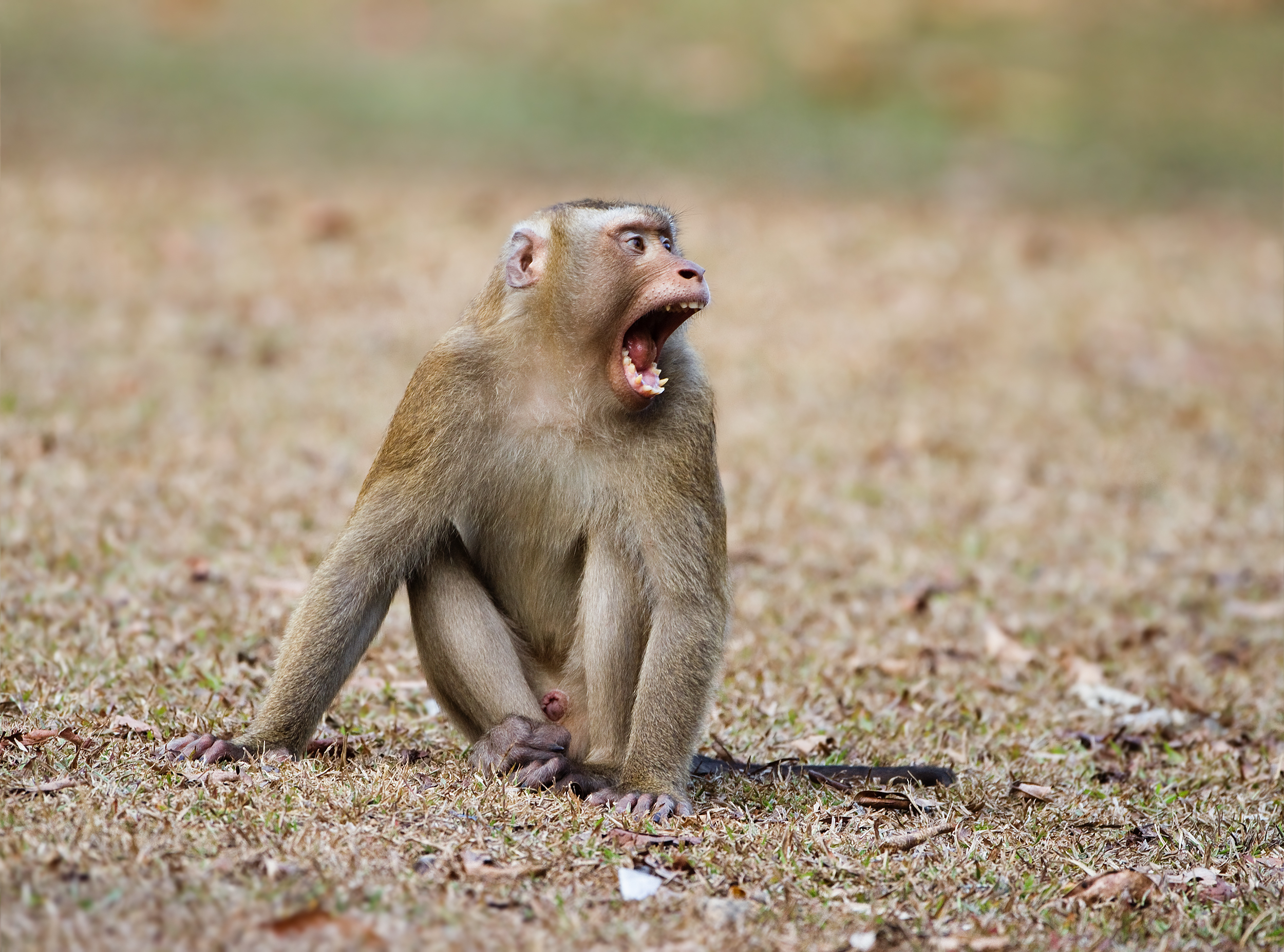
Leeuwmakaak (Macaca leonina)
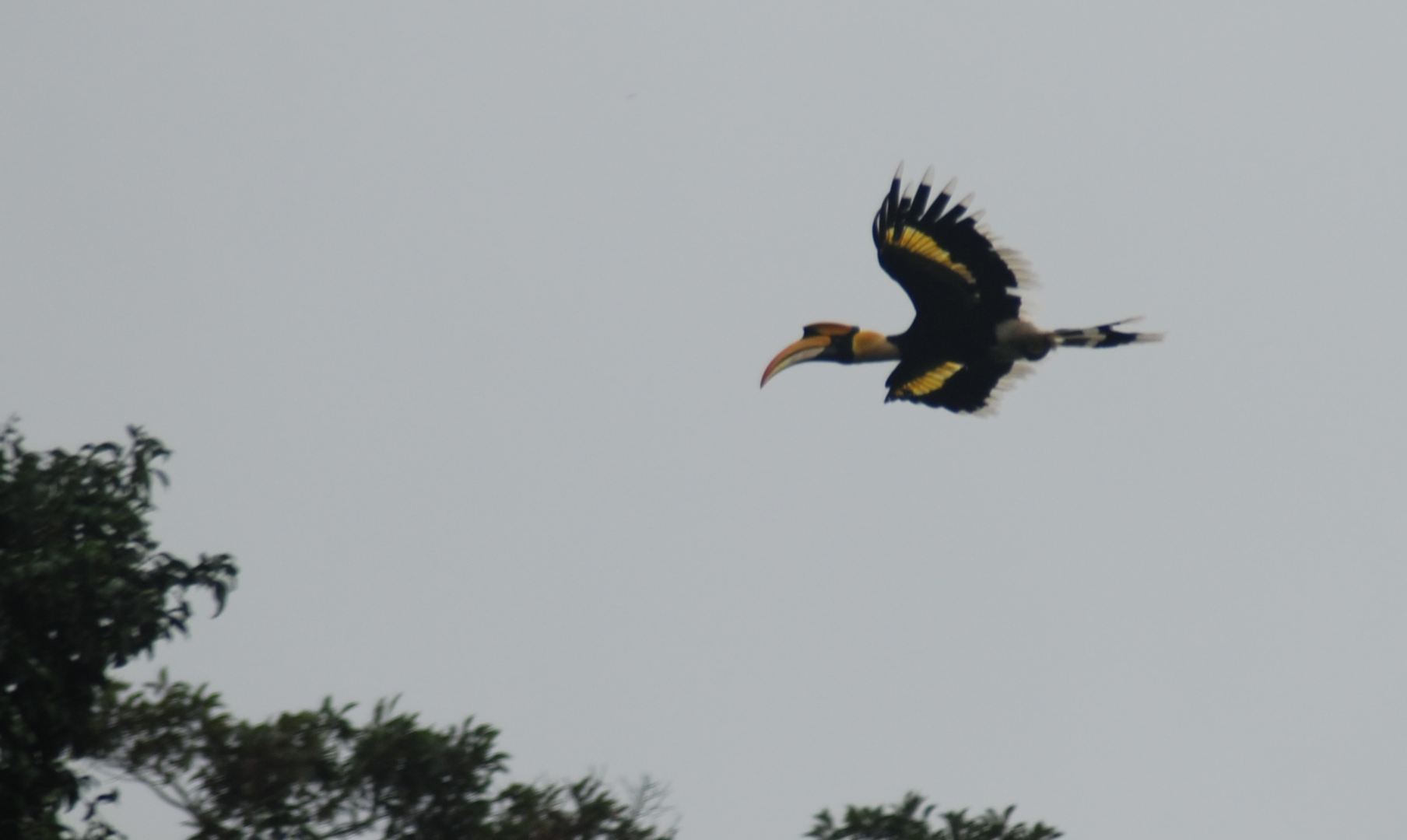
Dubbelhoornige neushoornvogel
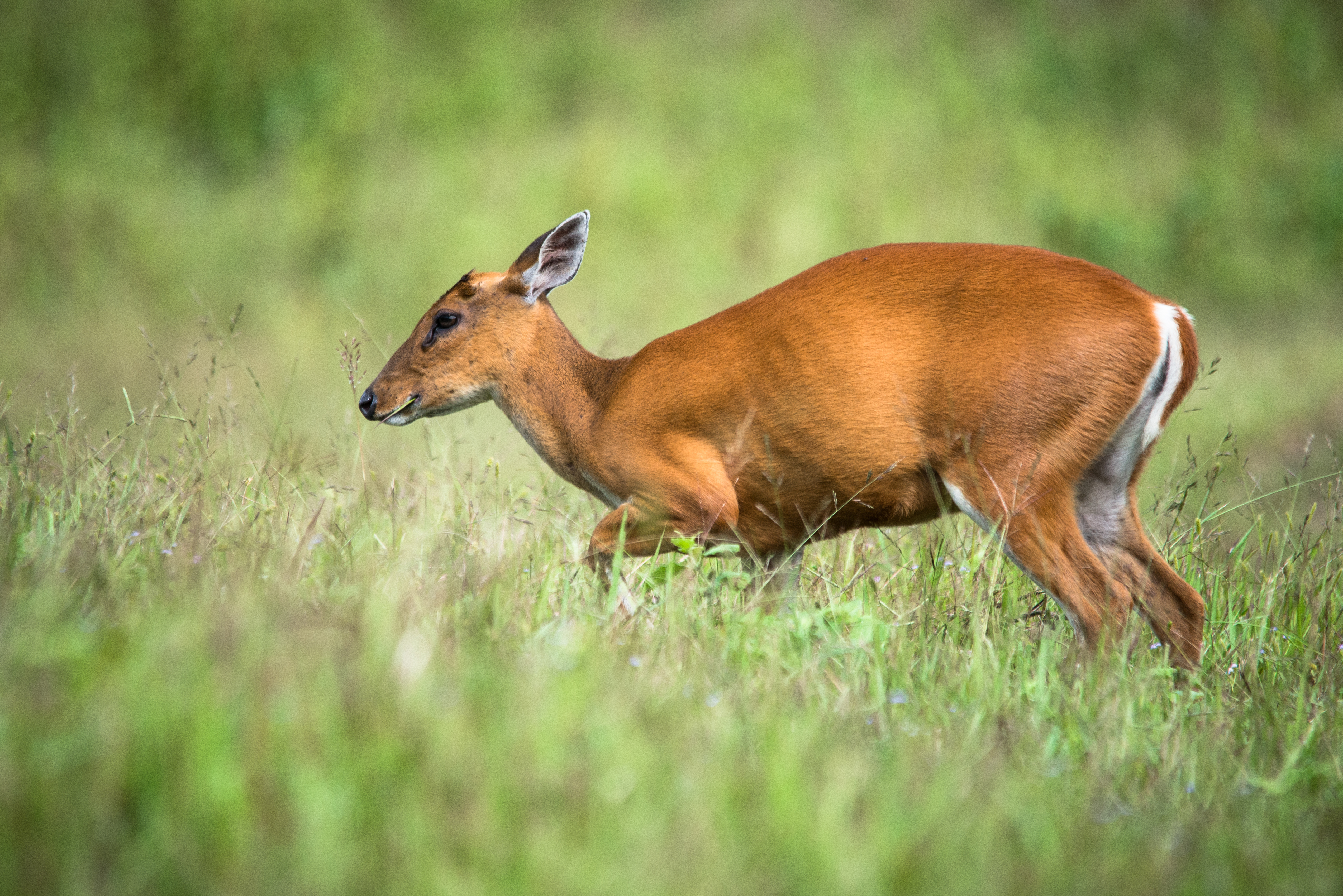
Indische muntjak

Een andere bezienswaardigheid van het park zijn de vele watervallen. De watervallen worden gevoed door de vijf rivieren welke in het park ontspringen de Nakon Nayok, de Prachin Buri, de Lamtacong, de Lamtaplung en de Hui Muak Lek.
De bekendste waterval is de Namtok Heo Suwat; deze werd namelijk gebruikt bij de filmopnamen van de film The Beach.
Khao Yai nationaal park is aangemerkt als UNESCO-werelderfgoed.
De toegang tot het park kost 400 Thaise Baht per persoon (prijs 2010)